# Biercée
Biercée is een dorp in de Belgische provincie Henegouwen, en een deelgemeente van de Waalse gemeente Thuin. Biercée was een zelfstandige gemeente, tot die bij de gemeentelijke herindeling van 1977 toegevoegd werd aan de gemeente Thuin.

## Demografische ontwikkeling
- Bronnen:NIS, Opm:1831 tot en met 1970=volkstellingen

## Economie
Biercée was tot 2004 de thuisbasis van de Distillerie de Biercée, opgericht in 1946 is ze vooral bekend omwille van Eau de Villée en sinds 2012 als producent van Belgische Gin: BEiercée GiN. In 2004 werd verhuisd naar het naburige dorp Ragnies.